# Charlie Austin
Charles Austin (Hungerford, 5 de julho de 1989) é um futebolista britânico que atua como centroavante. Atualmente joga no AFC Totton.

## Carreira
Austin competiu nas categorias de base no Reading, mas foi expulso aos 15 anos por sua baixa estatura. Mais tarde, ele jogou em clubes de divisões inferiores do futebol inglês, até que ele foi contratado pelo Swindon Town, da Football League One, em 2009. Austin assinou com o Burnley em 28 de janeiro de 2011, tornando-se um jogador da Football League Championship. Mais tarde, no dia 1 de agosto de 2013, assinou pelo Queens Park Rangers em um contrato de 3 anos por uma quantia não revelada de dinheiro. 
No dia 16 de janeiro de 2016, Austin assinou com o Southampton, da Premier League, em um contrato de quatro anos e meio, por 4 milhões de libras.